# 橘遵
橘遵（たちばなじゅん　1951年）はBYU Provoの客員教授、右脳教育研究所長。

高校教諭、予備校講師を経て、2006年からアメリカの大学BYU Provoの客員教授として正規授業でSP式速読法（Speed & Power Reading）を指導している。

コンピュータを使用して脳の認知技能の自動化をはかり、速読力・読解力・記憶力を向上させる独自の指導ノウハウを持つ。

## 著作
「SP式速読記憶トレーニング教本」　（右脳教育研究所　2001年）

「ひと晩5冊の本が速読できる方法」　（KAWADE夢新書　2002年）

「即効！！ 速読術」　（タツの本（監修）　2002年）

「速読術が日本史でマスターできる本」　（幻冬舎（共著）　2003年）

「ダイナミック英語速読」　（スリーエーネットワーク（共著）　2006年）